# 南亜技術学院
南亜技術学院（なんあぎじゅつがくいん、Nanya Institute of Technology）は、台湾桃園市中壢区に位置する私立学院である。

## 歴史
| 年     | 月日    | 事跡                                               |
| ------ | ------- | -------------------------------------------------- |
| 1969年 | 8月28日 | 「南亜工業技芸専科学校」として開校                 |
| 1973年 | 6月     | 「南亜工業専科学校」と改称                         |
| 1994年 | -       | 「南亜工商専科学校」と改称                         |
| 2000年 | 7月     | 「南亜技術学院」と改称                             |
| 2012年 | -       | 「桃園創新科技學校財團法人桃園創新技術學院」と改称 |
| 2016年 | -       | 「南亞科技學校財團法人南亞技術學院」と改称         |

## 歴代校長
| 任別 | 名前   | 任期           |
| ---- | ------ | -------------- |
| 1    | 王志鵠 | 1969年－1990年 |
| 2    | 王安   | 1990年－1995年 |
| 3    | 黃鴻玉 | 1995年－2003年 |
| 4    | 陳建智 | 2003年－2009年 |
| 5    | 王春源 | 2009年－2012年 |
| 6    | 高文秀 | 2012年－2016年 |
| 7    | 王宇傑 | 2016年－2017年 |
| 8    | 簡仁德 | 2017年－現在   |

## 組織
| |                                                                                             |
| - 工学群 - 紡績科学学科 - 機械工学科 - 科学工学科 - 土木工学科 - 情報工学科 - 商業管理学群 - 情報管理学科 - 企業管理学科 - 財務金融学科 | - 人文社会学群 - 応用外国語学科 - 幼児教育学科 - 業務管理学科 - 建築学科 - 教養教育センター |

## 主な出身者
- 林錫山：立法院 前秘書長。
- 宋念宇：創作歌手。（應英系）
- 林芯儀：知名歌手、第三期の《超級星光大道》で、二位。（幼保系）
- 王勝緯：魔術師
- 陳治文：桃園市の市議会議員。
- 徐玉樹：桃園市の市議会議員。
- 李曉鐘：桃園市の市議会副議長。
- 陳根德：第4~8期の立法委員、建道営造の理事長、白木屋食品の有限責任株式会社の理事長、景岳生有限責任株式会社理事長。（財金系）